# Bufo torrenticola
Bufo torrenticola – gatunek płaza bezogonowego z rodziny ropuchowatych (Bufonidae). Występuje endemicznie na wyspie Honsiu w Japonii. Osiąga rozmiary do 16,8 cm. Odżywia się głównie naziemnymi bezkręgowcami, a jego rozród odbywa się od kwietnia do maja.

## Morfologia
Jest to tęgo zbudowany gatunek. Samce mierzą od 7,0 do 12,1 cm, a samice 8,8–16,8 cm. Samice mają bardziej wydłużoną szczękę niż samce. Kończyny są wydłużone, a palce u dłoni i stóp tępo zakończone. Grzbiet B. torrenticola pokryty jest brodawkami i guzkami. Gatunek ten posiada krótkie gruczoły przyuszne, nie stwierdzono natomiast worków rezonansowych. Modzele godowe u samców są czarne na trzech pierwszych palcach. Błona pławna słabo rozwinięta.

## Taksonomia i genetyka
Jest to gatunek diploidalny z liczbą chromosomów 2n = 22. B. torrenticola jest czasami opisywany jako podgatunek Bufo japonicus, jako że hybrydy tych dwóch gatunków otrzymane w warunkach sztucznych były płodne. Jednakowoż, w naturze nie obserwuje się krzyżowania tych dwóch gatunków.

## Występowanie i siedlisko
B. torrenticola jest gatunkiem endemicznym, który można spotkać jedynie w Japonii. Występuje na wyspie Honsiu, na której jego zasięg występowania jest często sympatryczny z B. japonicus. B. torrenticola występuje w regionach górzystych, gdzie spotykany jest czasami na drzewach.

## Pożywienie
Ropucha ta poluje na naziemne zwierzęta takie jak prostoskrzydłe, chrząszcze, pareczniki, pierścienice, a także kraby.

## Rozmnażanie i rozwój
Rozród ma miejsce w potokach i odbywa się od kwietnia do maja. Metamorfoza może nastąpić już w sierpniu. Samica składa sznur jaj, których liczba waha się od 2500 do 4000, a średnica wynosi 2,4–2,7 mm. Kijanki tuż przed metamorfozą mierzą 3,5 cm, a młode ropuchy 0,8–1,1 cm.